# SH-03B
docomo PRO series SH-03B（ドコモ プロ シリーズ エスエイチ ぜろさん びー）は、シャープによって開発された、NTTドコモの第三世代携帯電話（FOMA）端末である。docomo PRO seriesの端末。

## 概要
2008年冬春モデルの横フルスライド筐体のAQUOSケータイ「SH-04A」の後継モデル。SH-04Aに寄せられたユーザーからの情報をもとに、より使いやすくしている。SH-04A同様にdocomo PRO seriesとしてラインナップされ、2009年冬春モデルとして唯一の横フルスライド筐体である。ドコモ向けの機種としては最大級の3.7インチフルワイドVGA液晶ディスプレイとフルタッチパネル、QWERTYキーボード、ワンセグ（録画対応）、3G+GSMの国際ローミングなどを搭載、テレビ電話も対応している。オペレーティングシステムなどの観点から言うとスマートフォンではなく、iモードを初めとする全てのケータイ向けサービスが利用できる。

## 特徴
PDAのようにQWERTYキーボードを搭載しているが、SH-04Aと異なり新たに独立した数字キーを設け4列になっている ため、スマートフォンに近い仕様であり、日付などの入力を簡単にした。SH-04Aでは左端にしかなかった［Fn］キーや［↑（Shift）］キーをキーボードの左右に設け、キーを追加して長文の入力をより快適に行えるよう配慮している。［Fn］キーや［↑］キーはロック機能も追加したため、キーを2つ同時に押さなくても入力可能になっている。iモード、料金形態などはFOMAの標準サービスが利用出来る。
FOMAハイスピード7.2Mbpsに対応した本機は、通信速度が高速で、RSS配信にも対応したフルブラウザは、PC向けサイトやiモードが閲覧可能な点と、QWERTYキーボードとタッチパネルを組み合わせての素早い操作やアクセスが特徴である。また、iメニューの表示方法も他の端末と異なり、タッチパネルでの操作に適した大きなアイコン方式を採用している（従来のメニューに変更する事も可能）。
電話発信や着信は、全てタッチパネルで操作が可能だが、SH-04Aでは側面にあり「操作しにくい」との意見があった発話キーや終話キーをディスプレイ面下部に移動するなど、通話時の使いやすさを改善している。他に、iモードやワンセグ、カメラなども操作可能。iアプリは、一部のソフトを除けば、タッチ操作が可能である。iPhoneを始めとするスマートフォンとの大きな違いは、片手でタッチ操作が出来るよう配慮されている点や、ワンセグを端末単体で視聴できる点、キャリアサービスを全て実装している点である。
iコンシェルとiウィジェット、iアプリオンラインの全てに対応しており、QWERTYキーボードやタッチパネルでの操作が可能である。
加速度センサーを実装し、タテ/ヨコ画面の切り替えは、端末を傾けるだけで切り替え可能である。
タッチパネルの苦手とする文字入力はQWERTYキーボードで補っている。両手でQWERTYキーボード入力中に、電車のつり革を掴むなどで片手が塞がる場合も、QWERTYキーを閉じて端末を縦向きに傾けることで、引き続き片手でタッチテンキー入力することが出来る。
メインカメラは、SH-01BではAF対応約1210万画素CCDカメラを搭載しているのに対して、こちらはSH-04Aとほぼ同等の約530万画素CMOSカメラである。しかし、SH-04Aにあった出っ張りが無くなり、すっきりとしたデザインになっている。また、若干丸みがついたデザインとなっている。
顔認識機能に加え個人認識機能が搭載され、登録した個人の顔を最優先にピントを合わせて撮影したり、データBOXから探したい人を検索したり、その人が移っている写真だけのアルバムを作成することができる。
SH-04Aには縦から見て左下に縦式のストラップ穴があったが、当機では横穴式に変更されている。
ワンセグは、2GBのmicroSDカードには約10時間40分保存が可能で、本体からmicroSDへコピー可能なダビング10に対応している。
ブルーレイディスクレコーダーに録画した映像を高画質のまま転送ししそのまま視聴が可能である。
SH-04AやSH-07Aと同様にリモートメールアプリが搭載されており、PCメールの送受信が可能である。
| 主な対応サービス                   | 主な対応サービス                                                    | 主な対応サービス                       | 主な対応サービス                                 |
| ---------------------------------- | ------------------------------------------------------------------- | -------------------------------------- | ------------------------------------------------ |
| タッチパネル                       | FOMAハイスピード7.2Mbps                                             | Bluetooth                              | DCMX／おサイフケータイ                           |
| iアプリオンライン／地図アプリ      | 直感ゲーム／メガiアプリ                                             | iウィジェット                          | マチキャラ／iコンシェル                          |
| ホームU／ポケットU                 | GPS／オートGPS／ケータイお探し                                      | デコメール／デコメ絵文字／デコメアニメ | iチャネル                                        |
| 着もじ                             | テレビ電話／キャラ電                                                | ケータイデータお預かりサービス         | フルブラウザ                                     |
| おまかせロック／バイオ認証         | 外部メモリーへiモードコンテンツ移行／ユーザーデータ一括バックアップ | トルカ                                 | iC通信／iCお引越しサービス                       |
| きせかえツール／ダイレクトメニュー | バーコードリーダ／名刺リーダ                                        | 2in1                                   | エリアメール／ソフトウェアーアップデート自動更新 |
| GSM／3Gローミング（WORLD WING）    | 着うたフル／うた・ホーダイ                                          | Music&Videoチャネル／ビデオクリップ    | デジタルオーディオプレーヤー(AAC)(WMA)           |

1. ↑  ただし、SH-04A同様、サブカメラが省かれているため、相手に自分の姿を映す事が出来ない。
2. ↑  SH-04AではFnキーを押しながら対応キーを押す必要があった。
3. ↑  「テレビ電話」同様にサブカメラを備えていないため「体を動かす」は非対応。

### ワンセグ機能
- EPG（録画予約も可）
- 外部メモリ（microSD）への録画
- 字幕放送
- マルチウィンドウ
- Bluetoothによるワイヤレス音声出力
- 同社液晶テレビ「AQUOS」にも採用されている、映像をより鮮やかに再現する「SV (Super Vivid) エンジン」

## プリインストールiアプリ
- 逆転裁判4 for SH（体験版）
- モバイルGoogleマップ
- iアバターメーカー
- iD 設定アプリ
- DCMXクレジットアプリ
- モバイルSuica登録用iアプリ
- Gガイド番組表タッチ
- 地図アプリ
- マクドナルド トクするアプリ
- 楽オク☆アプリ
- Start! iウィジェット
- iWウォッチ
- 株価アプリ
- Google モバイル
- ROID ウィジェット
- リモートメール アプリメール for SH
- お天気予報ウィジェット
- ネット辞典
- SH-MODE INFO
- FOMA通信環境確認アプリ
- ドコモ料金案内
- モバイルAMCアプリ
- ヨドバシゴールドポイントカード
- ビックポイント機能付きケータイ

## 歴史
- 2009年11月10日 - F-01B - F-02B - F-03B - F-04B - L-01B - L-02B - L-03B - N-01B - N-02B - N-03B - P-01B - P-02B - P-03B - SH-01B - SH-02B - SH-03B - SH-04B - SH-05B - SC-01Bの開発を発表。
- 2009年11月26日 - 電気通信端末機器審査協会（JATE）通過。
- 2010年1月4日 - 連邦通信委員会（FCC）通過。
- 2010年2月15日 - 技術基準適合証明（Bluetooth）通過。
- 2010年2月19日 - 発売。

## 不具合
- メール作成中にデコメ絵文字を選択すると、待受画面に戻る場合がある.。
- iモードサイト閲覧中に複数のタブを開いていると、タブ切り替えができない場合がある。
- 3月25日、不具合を改善するソフトウェア更新を開始。